# خوان مانوئل هربلا
خوان مانوئل هربلا (انگلیسی: Juan Manuel Herbella؛ زادهٔ ۳ مهٔ ۱۹۷۸) بازیکن فوتبال اهل آرژانتین است.
از باشگاه‌هایی که در آن بازی کرده‌است می‌توان به باشگاه فوتبال ولز سارسفیلد اشاره کرد.